# Elleanthus caravata
Elleanthus caravata es una especie  de orquídea epífita. Es originaria de América.

## Descripción
Es una orquídea de tamaño medio a grande, que prefiere el clima cálido, con hábitos epífitas y creciendo con un tallo velloso semejante a una caña,  que lleva varias hojas, muy plegadas y plisadas, peludas por debajo, linear-lanceoladas, basalmente juntas. Florece en la primavera hasta principios de otoño en una inflorescencia en forma de corimbo apical y que lleva  muchas flores que se abren sucesivamente durante unos días y que están casi envueltas por unas alargadas brácteas de color rojizo púrpura.

## Distribución y hábitat
Se encuentra en Islas de Barlovento, Guayana Francesa, Surinam, Guyana, Venezuela, Colombia, Ecuador, Perú y Bolivia en el musgo de los bosques húmedos primarios en alturas de 200 a 1600  metros

## Sinonimia
- Cymbidium hirsutum Willd. 1805
- Elleanthus lepidus (Rchb. f.) Rchb.f. 1881
- Epidendrum hirsutum (Willd.) Poir. 1810
- Evelyna caravata (Aubl.) Lindl. 1861
- Evelyna lepida Rchb. f. 1859
- Serapias caravata Aubl. 1775
- Sobralia caravata (Aubl.) Lindl. 1833[1]